# باربارا کندال
باربارا کندال (انگلیسی: Barbara Kendall؛ زادهٔ ۳۰ اوت ۱۹۶۷) قایقران قایق بادبانی اهل نیوزیلند بود.